# Edward Jarczyński
Edward Jarczyński (29 dicembre 1919 – Poznań, 27 maggio 1989) è stato un cestista polacco.

## Carriera
Con la Polonia ha disputato due edizioni dei Campionati europei (1946, 1947).

## Palmarès
- Campionato polacco: 2

Lech Poznań: 1948-49, 1950-51